# Nikolai Sergejewitsch Bobrischtschew-Puschkin
Nikolai Sergejewitsch Bobrischtschew-Puschkin (russisch Николай Сергеевич Бобрищев-Пушкин, wiss. Transliteration Nikolaj Sergeevič Bobriščev-Puškin; * 21. Augustjul. / 2. September 1800greg. in Moskau; † 13. Maijul. / 25. Mai 1871greg. auf dem Landgut Korostino im Gouvernement Tula) war ein russischer Leutnant und Dekabrist. Als Jugendlicher trat er in der Zeitschrift Syn otetschestwa als Poet hervor.

## Leben
Nikolai und sein jüngerer Bruder Pawel hatten noch neun Geschwister (zwischen 1801 und 1819 geboren). Der Vater Sergei Pawlowitsch Bobrischtschew-Puschkin aus dem Adelsgeschlecht der Bobrischtschew-Puschkins, Gutsbesitzer im Dorf Jegnyschewka im Landkreis Alexin im Oblast Tula, war mit Natalja Nikolajewna Oserowa verheiratet.

### Militär
Nikolai wurde zunächst von Hauslehrern erzogen und besuchte dann das Internat für adlige Knaben der Moskauer Universität. 1818 trat er in die Moskauer Junkerschule ein und kam 1819 als Fähnrich in das Hauptquartier der 2. Armee. 1820 bis 1821 war er im Gouvernement Podolien als Geodät tätig. Dafür wurde er am 10. Juli 1822 mit dem Orden der Heiligen Anna ausgezeichnet. 1825 wurde er zum Leutnant-Quartiermeister befördert.

### Dekabrist

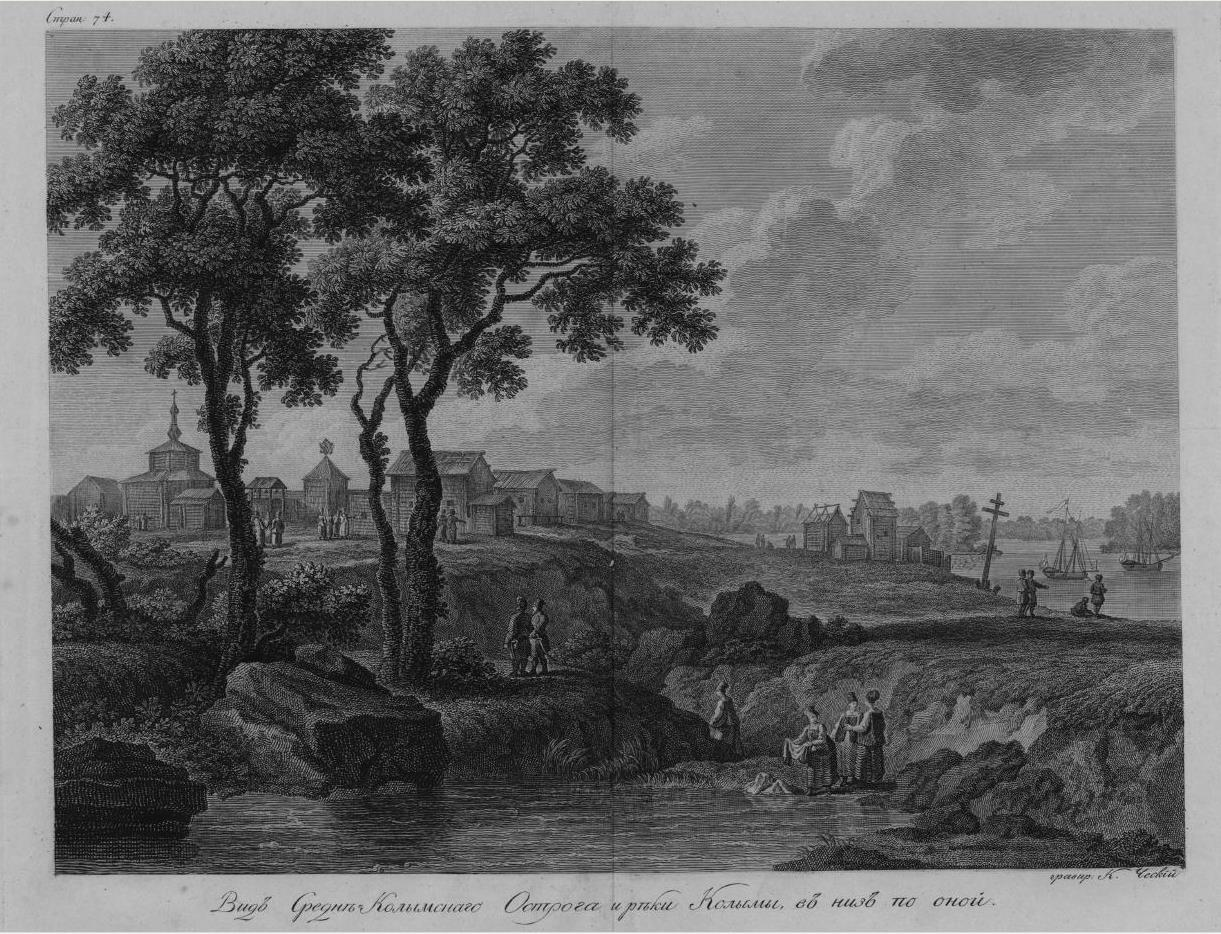
Kosma Wassiljewitsch Tscheski anno 1802: Blick von der Kolyma auf das Ostrog Srednekolymsk

Von 1820 bis Anfang 1821 war Nikolai Mitglied des Wohlfahrtsbundes und darauf Mitglied des Geheimen Südbundes. Nachdem der Anführer Pawel Pestel am 13. Dezember 1825 in Tultschyn verhaftet worden war, beteiligte sich Nikolai am Verbergen der Russkaja prawda. Das war die Verfassung des Südbundes. Alexei Juschnewski bestand auf dem Verbrennen der Konstitution. Nikolai aber setzte das Vergraben des belastenden Dokumentes durch und meinte, verbrennen könne man dieses Papier immer noch. Nikolai wurde am 8. Januar 1826 in Tultschyn verhaftet und am 16. Januar in die Peter-und-Paul-Festung eingekerkert. Er wurde zu lebenslanger Verbannung verurteilt und im August 1826 in Srednekolymsk zwangsangesiedelt. Nach einer Flucht von dort wurde Nikolai eingefangen und 1827 nach Turuchansk umgesiedelt. Im selben Jahr wurde ihm der Eintritt in das Kloster der Heiligen Dreifaltigkeit in Turuchansk gestattet. Während der Verbannung erkrankte er psychisch und kam 1831 in die Nervenheilanstalt Krasnojarsk. 1833 durfte sein Bruder Pawel aus Wercholensk zur Krankenpflege nach Krasnojarsk übersiedeln.  Gegen Ende des Jahres 1839 durfte Pawel seinen Bruder nach Tobolsk begleiten. Nikolai wurde im Februar 1840 in die dortige Nervenheilanstalt eingewiesen.
Alexander II. erlaubte den Brüdern am 11. Januar 1856 die Rückkehr in die alte Heimat. Beide erreichten im März das Gut der Schwester in Korostino. Nikolai starb dort reichlich fünfzehn Jahre später. Das Grab ist nicht erhalten.